# Sent Pèire
Sent Pèire (en francès Saint-Pierre-de-Nogaret) és un municipi del departament francès del Losera a la regió d'Occitània.